# مرسوم بربروسا

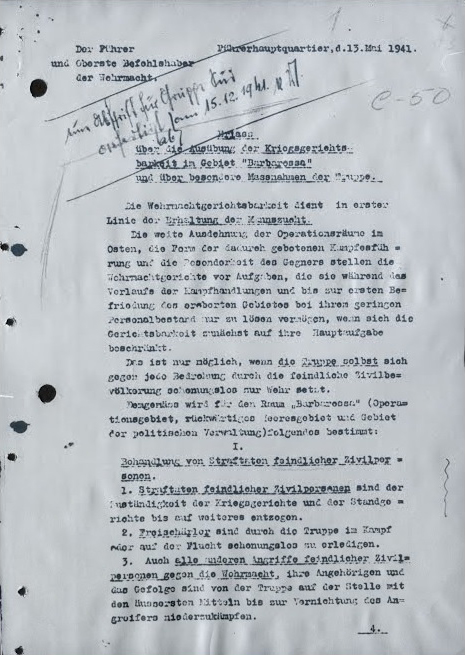
الصفحة الأولى من المرسوم

خلال الحرب العالمية الثانية، كان مرسوم بارباروسا أحد توجيهات الفيرماخت الجنائية التي صدرت في 13 مايو 1941، قبل فترة وجيزة من عملية بارباروسا، غزو الاتحاد السوفيتي. تم وضع المرسوم من قِبل أدولف هتلر خلال اجتماع رفيع المستوى مع مسؤولين عسكريين في 30 مارس 1941،  حيث أعلن أن الحرب ضد روسيا السوفيتية ستكون حرب إبادة، حيث سيتم فيها القضاء على النخب السياسية والفكرية في روسيا من قبل القوات الألمانية، من أجل ضمان انتصار ألماني طويل الأمد. أكد هتلر على أن عمليات الإعدام لن تكون مسألة تتعلق بالمحاكم العسكرية، ولكن بالنسبة للعمل العسكري المنظم. المرسوم الصادر عن فيلهلم كايتل قبل أسابيع قليلة من عملية بارباروسا، يعفي الجرائم التي يعاقب عليها المدنيون العدو (في روسيا) من اختصاص القضاء العسكري. كان يجب إحضار المشتبه بهم أمام ضابط يقرر ما إذا كان سيتم إطلاق النار عليهم. تم الحكم على الملاحقة القضائية للجرائم المرتكبة ضد المدنيين من قبل أعضاء الفيرماخت بأنه «غير مطلوب» إلا إذا كان ذلك ضروريًا للحفاظ على الانضباط.

## المرسوم
مرسوم بارباروسا (العنوان الكامل «مرسوم بشأن اختصاص الأحكام العرفية والتدابير الخاصة للقوات»، التعيين الرسمي سي-50) هو وثيقة موقعة في 13 مايو 1941 من قبل رئيس القيادة العليا للفيرماخت الألماني ويلهيلم كيتل  خلال الاستعداد لعملية بارباروسا ضد الاتحاد السوفيتي في الحرب العالمية الثانية. تتعلق الوثيقة بالسلوك العسكري الألماني فيما يتعلق بالمدنيين والمتمردين السوفيت. وأوعز إلى القوات الألمانية «بالدفاع عن نفسها ضد كل تهديد من السكان المدنيين للعدو دون رحمة». كما نص المرسوم على أن جميع الهجمات «التي يرتكبها مدنيون أعداء ضد الفيرماخت وأعضائه والحاشية يجب صدها على الفور من خلال التدابير الأكثر تطرفًا حتى تدمير المهاجم».
في 27 يوليو 1941، أمر كيتل بتدمير جميع نسخ المرسوم، لكن دون التأثير على صلاحيته.

## محتويات
الترتيب المحدد:
- «يجب القضاء على الثوار بلا رحمة في المعركة أو أثناء محاولات الهرب»، ويجب أن يتم صد جميع الهجمات التي يشنها السكان المدنيون ضد جنود الفيرماخت من قبل الجيش في الموقع باستخدام تدابير مرعبة، حتى يتم القضاء على المهاجمين.
- سيكون لكل ضابط ألماني الحق في تنفيذ (عمليات) الإعدام دون محاكمة، دون أي إجراءات، على أي شخص يشتبه في وجود موقف عدائي تجاه الألمان "، (وينطبق الأمر نفسه على أسرى الحرب)؛
- «إذا لم تتمكن من تحديد ومعاقبة مرتكبي الأفعال المعادية لألمانيا، فيُسمح لك بتطبيق مبدأ المسؤولية الجماعية.» التدابير الجماعية«ضد سكان المنطقة التي وقع فيها الهجوم يمكن بعد ذلك تطبيقها بعد موافقة قائد الكتيبة أو القيادة العليا»؛
- يجب إعفاء الجنود الألمان الذين يرتكبون جرائم ضد الإنسانية واتحاد الجمهوريات الاشتراكية السوفياتية وأسرى الحرب من المسؤولية الجنائية، حتى لو ارتكبوا أفعالاً يعاقب عليها القانون الألماني.[4][5]

أعلنت «المبادئ التوجيهية لسلوك القوات في روسيا» الصادرة عن القيادة العليا للفيرماخت في 19 مايو 1941 «اليهودية البلشفية» لتكون العدو الأكثر دموية للأمة الألمانية، وأنه «ضد هذه الأيديولوجية المدمرة وأتباعها أن ألمانيا تشن الحرب». واستمرت المبادئ التوجيهية في المطالبة «باتخاذ تدابير صارمة ضد المحرضين البلشفيين والمقاتلين والمخربين واليهود والقضاء التام على كل المقاومة النشطة والسلبية». صرح الجنرال إريك هوبنر، من الجيش الرابع بانزر، متأثرًا بالمبادئ التوجيهية، في توجيه أرسل إلى القوات تحت قيادته: 
 الحرب ضد روسيا هي فصل مهم في فصول صراع الأمة الألمانية من أجل الوجود. إنها معركة الجرمانية القديمة ضد الشعب السلافي، والدفاع عن الثقافة الأوروبية ضد غمر موسكو-الآسيوية وصد البلشفية اليهودية. يجب أن يكون هدف هذه المعركة هدم روسيا الحالية، وبالتالي يجب أن تتم بحزم غير مسبوق. يجب أن يسترشد كل عمل عسكري بالتخطيط والتنفيذ بقرار حدي لإبادة العدو بلا هوادة وبالكامل. على وجه الخصوص، لا ينبغي ادخار أتباع النظام البلشفي الروسي المعاصر. 
 وبنفس الروح، نصح الجنرال مولر، الذي كان كبير ضباط الاتصال في الفيرماخت للشؤون القانونية، في محاضرة للقضاة العسكريين في 11 يونيو 1941 للقضاة الحاضرين بأنه «... في العملية المقبلة، يجب أن تكون مشاعر العدالة في حالات معينة تفسح المجال لضرورات عسكرية ثم تعود إلى عادات الحرب القديمة   . . . يجب إنهاء أحد الخصمين. لا يتم الحفاظ على أتباع الموقف العدائي، ولكن يتم تصفيته». أعلن الجنرال مولر، في الحرب ضد الاتحاد السوفيتي، أن أي مدني سوفييتي كان يعوق جهود الحرب الألمانية كان يُعتبر «حرب عصابات» وأطلق عليه الرصاص في الحال. أعلن رئيس أركان الجيش، الجنرال فرانز هالدر، في توجيه أنه في حالة وقوع هجمات حرب عصابات، يتعين على القوات الألمانية فرض «تدابير جماعية لضرب بقوة» من خلال تصفية قرى باكملها.

## خلفية
في نوفمبر 1935، قدم مختبر الحرب النفسية التابع لوزارة الحرب في الرايخ دراسة حول أفضل السبل لتقويض معنويات الجيش الأحمر في حالة اندلاع حرب ألمانية سوفيتية. من خلال العمل الوثيق مع الحزب الفاشي الروسي المناهض للشيوعية ومقره في هاربين، أنشأت وحدة الحرب النفسية الألمانية سلسلة من المنشورات مكتوبة باللغة الروسية لتوزيعها في الاتحاد السوفيتي. تم تصميم جزء كبير منها ليلعب على مشاعر معاداة السامية الروسية، حيث وصف أحد المنشورات «المفوضين والموظفين الحزبيين» بمجموعة من «اليهود القذرون». انتهى المنشور بدعوة «الجنود الشقيقين» في الجيش الأحمر للرد وقتل جميع «المفوضين اليهود». على الرغم من عدم استخدام هذه المواد في ذلك الوقت، إلا أن المادة التي طورها مختبر الحرب النفسية في عام 1941 قد تخلص منها في وقت لاحق، وكانت بمثابة الأساس ليس فقط للدعاية في الاتحاد السوفياتي ولكن أيضًا للدعاية داخل الجيش الألماني. قبل بارباروسا، كانت القوات الألمانية تعذى بعقائد عنيفة معادية لسامية ولسلافية عبر الأفلام والإذاعة والمحاضرات والكتب والمنشورات. وقد ألقى المحاضرات «ضباط القيادة الاشتراكية الوطنية»، الذين تم تدريبهم لهذا الغرض، ومن قبل صغار الضباط. صورت دعاية الجيش الألماني العدو السوفيتي بعبارات أكثر إنسانية، والتي تصور الجيش الأحمر كقوة من السلافيين أونترمينش (دون البشر) والوحوش «الآسيويين» المنخرطين في «أساليب القتال الآسيوية الوحشية» التي يقودها المفوضون اليهود الأشرار.
نتيجة لهذه الآراء، عملت غالبية الجيش الألماني بحماس مع قوات الأمن الخاصة والشرطة في قتل اليهود في الاتحاد السوفيتي. كتب المؤرخ البريطاني ريتشارد ج. إيفانز أن الضباط المبتدئين يميلون إلى أن يكونوا متحمسين بشكل خاص للاشتراكيين الوطنيين حيث كان ثلثهم أعضاء في الحزب النازي في عام 1941. لم يطيع الفيرماخت فقط أوامر هتلر الإجرامية لعملية بربروسا بسبب الطاعة، بل لأنهم شاركوا في اعتقاد هتلر بأن الاتحاد السوفيتي كان يديره اليهود، وأنه كان من الضروري لألمانيا أن تدمر «اليهودية البلشفية» بالكامل. كتب يورغن فورستر أن غالبية ضباط الفيرماخت كانوا يعتقدون بإخلاص أن معظم مفوضي الجيش الأحمر كانوا من اليهود، وأن أفضل طريقة لهزيمة الاتحاد السوفيتي هي قتل جميع المفوضين من أجل حرمان الجنود الروس من قادتهم اليهود.